# Cabana de pedra seca a Conill
Cabana de pedra seca a Conill és una obra de Tàrrega (Urgell) protegida com a Bé Cultural d'Interès Local.

## Descripció
Construcció rural de planta rectangular amb dos nivells. La coberta, tot i estar totalment enrunada, mostra una estructura de dues aigües amb el carener perpendicular a la façana principal. El parament és de pedra del tipus marga, molt variada en mida, forma i color. Estan prou ben falcats amb pedra més petita i la presència de terra com a lligam és escassa. Les cantonades estan molt ben travades a pesar de no estar gens treballades. L'interior de la cabana té una doble altura que, tot i presentar-se mig enrunada, s'hi aprecia un forjat format per bigues de fusta i revoltons de guix. Aquesta distribució seria molt semblant a la de les típiques cases de poble, on els animals dormen a la planta baixa per tal de donar escalfor a la planta superior, on dormiria la família. La construcció té dos portals, el superior, amb orientació sud, està format amb una llinda de pedra a l'exterior i de fusta a l'interior. Els brancals són de blocs de pedra similars als de la resta de la construcció i l'obertura està situada molt per sobre del nivell del terra, com si en origen hagués comptat amb una escala o esglaons de fusta. El portal inferior, amb orientació nord, té una doble llinda de pedra amb brancals. Com a elements característics, a l'interior de la cabana hi destaca una menjadora de pedra encastada al mur. A l'exterior, hi ha una prestatgeria de pedra encastada a la façana est, una espitllera a la planta baixa i dues finestres a la segona planta.